# Coalizione per indagare sulla persecuzione del Falun Gong
La Coalizione per indagare sulla persecuzione del Falun Gong in Cina (CIPFG) è una organizzazione non governativa internazionale fondata negli Stati Uniti il 5 aprile 2005 dall'Associazione Falun Dafa. L'organizzazione ha uffici anche in Canada.
Nel 2006 l'organizzazione ha chiesto a David Kilgour, ex Segretario di Stato canadese, e a David Matas, avvocato per i diritti umani, di indagare sulle accuse relative al prelievo di organi da praticanti del Falun Gong in Cina. Il rapporto Kilgour–Matas è giunto alla conclusione che "il governo della Cina e i suoi enti in numerosi luoghi del Paese, in particolare ospedali, ma anche centri di detenzione e 'tribunali del popolo', a partire dal 1999 hanno ucciso un elevato ma sconosciuto numero di praticanti del Falun Gong prigionieri di coscienza".

## Cronologia

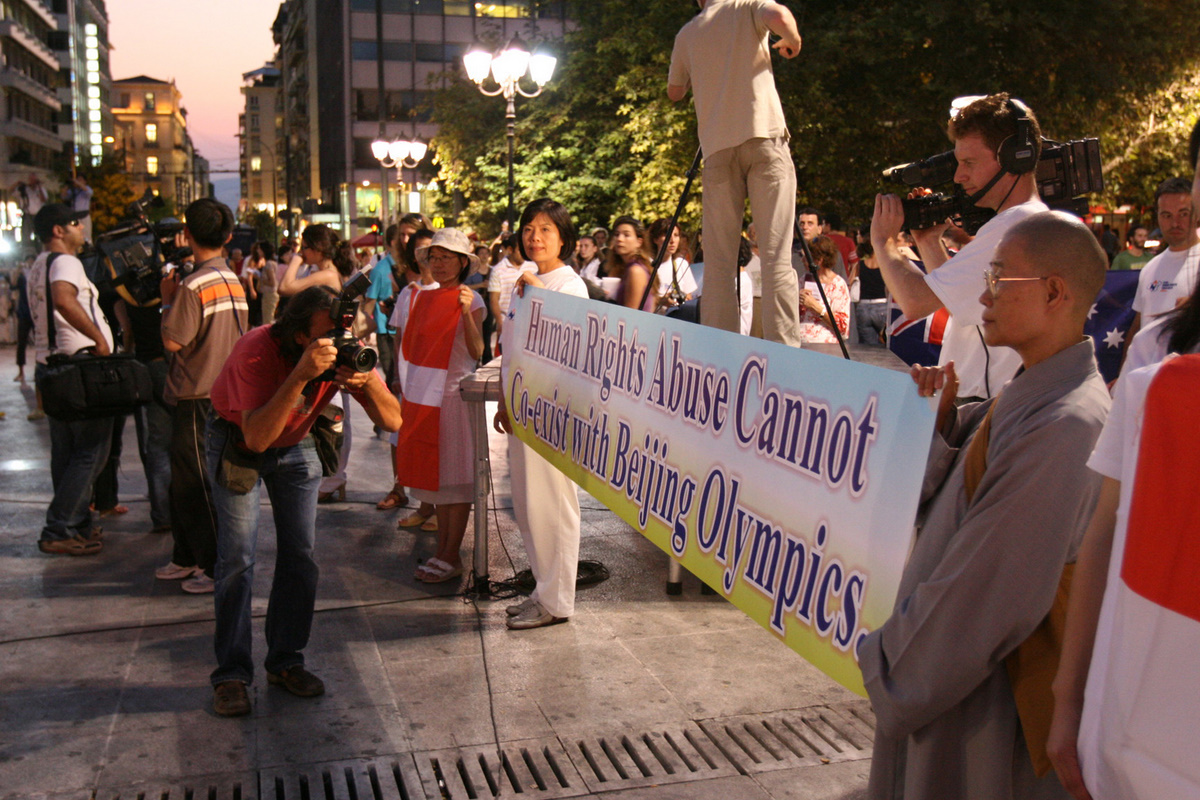
Manifestanti durante la staffetta della Torcia dei diritti umani, sullo striscione è scritto: “Abusi dei diritti umani e Olimpiadi di Pechino non possono coesistere”

Nel dicembre 2006 il governo australiano ha risposto alla petizione, promossa dall'allora neonata Coalizione, relativa alle accuse di procedure immorali nei trapianti di organi in Cina, annunciando l'abolizione del programma di formazione sulle procedure di trapianto d'organo per i medici cinesi presso gli ospedali Prince Charles e Princess Alexandra di Brisbane; così come la fine dei programmi di ricerca congiunti con la Cina sui trapianti di organi.
La Coalizione per indagare sulla persecuzione del Falun Gong ha organizzato la Staffetta globale della Torcia dei diritti umani che ha viaggiato in 150 città di 35 Paesi tra Europa, Asia, Nord America e Australasia per sostenere il boicottaggio delle Olimpiadi di Pechino del 2008. La staffetta è partita da Atene il 9 agosto 2007, un anno prima dell'inizio dei Giochi olimpici. Secondo la Coalizione il ruolo della staffetta della Torcia dei diritti umani era quello di aumentare la consapevolezza sui diritti umani nella Repubblica popolare cinese, in particolare sulla persecuzione del Falun Gong. Alcune celebrità hanno partecipato alla staffetta, come Chen Kai, ex membro della nazionale cinese di pallacanestro.